# عثمان باشا السياف
عثمان باشا السياف سياسي عثماني شغل منصب والي مصر منذ 1769 حتى 1771.